# Китайска администрация за храни и лекарства
Националната администрация за медицински продукти (NMPA) (на Китайски: 国家药品监督管理局) (по-рано Китайската администрация по храните и лекарствата, или CFDA) е основана на базата на бившата Държавна администрация по храните и лекарствата (SFDA). През март 2013 г. бившият регулаторен орган е ребрандиран и преструктуриран като Китайската администрация по храните и лекарствата, като се издига до агенция на министерско ниво.  През 2018 г., като част от ремонта на правителствената администрация на Китай през 2018 г., името е променено на „Национална администрация на медицинските продукти“ и обединено в новосъздадената Държавна администрация за регулиране на пазара. Седалището е в квартал Xicheng, Пекин .
В първото си въплъщение като CFDA, NMPA заменя голяма група от припокриващи се регулатори с образувание, подобно на Администрацията по храните и лекарствата на Съединените щати, като рационализира процесите на регулиране за безопасността на храните и лекарствата. Националната администрация на медицинските продукти е пряко подчинена на Държавния съвет на Китайската народна република. Той отговаря за цялостен надзор върху управлението на безопасността при храните, здравословните храни и козметиката и е компетентен орган за регулиране на лекарствата в континентален Китай.
На 10 юли 2007 г. Джен Сяою, бивш ръководител на Китайската държавна администрация по храните и лекарствата, е екзекутиран за вземане на подкупи от различни фирми в замяна на държавни лицензи, свързани с безопасността на продуктите. 

## Основни отговорности
Проекти на закони, разпоредби, правила и политически планове относно администрирането и надзора на храните (включително хранителни добавки и здравословни храни, същите както и описаните по-долу) безопасност, лекарства (включително традиционните китайски лекарства и етно лекарства, същите както и описаните по-долу), медицински изделия и козметика; да формулират нормативни документи и улесняват създаването и прилагането на механизма за отговорност за безопасността на храните, съгласно който хранителните компании носят основната отговорност, а местните правителства поемат интегрирана отговорност; създаване на система за директно отчитане на критична информация за храни и лекарства и наблюдение на нейното прилагане; да предприема мерки за намаляване на рисковете за регионалната и системната безопасност на храните и лекарствата;
Формулиране на разпоредбите относно административното лицензиране на храни и надзора върху тяхното прилагане; създава механизми за управление на риска за безопасността при храните, формулира годишни планове за национална инспекция за безопасност при храните и програми за големи контролни действия и организира тяхното изпълнение; създаване на единна система за освобождаване на информация за безопасността на храните и информация за важни въпроси за безопасността на храните; да участва във формулирането на планове за мониторинг на риска за безопасността на храните и стандартите за безопасност на храните и да предприема мониторинг на риска за безопасността на храните;
Организира формулирането и публикуването на националната фармакопея, други стандарти и система за класификация на лекарствата и медицинските изделия и наблюдава тяхното прилагане; разработването на добри практики в областта на изследванията, производството, разпространението и употребата на лекарствата и медицинските изделия и надзор върху тяхното прилагане; предприема регистрация, надзор и инспекция на лекарствата и медицинските изделия; създаването на система за мониторинг на нежелани лекарствени реакции, нежелани събития на медицински изделия и предприемане на дейности по мониторинг и реагиране; изготвя и подобрява разпоредби и квалификация за лицензирани фармацевти, ръководи и контролира работата по регистрацията; участва във формулирането на национален списък с основни лекарства и подпомага прилагането му; формулира административни разпоредби за администриране на козметика и наблюдава тяхното прилагане;
Формулира системата при разследването и прилагането на храни, лекарства, медицински изделия и козметика и организира тяхното прилагане; организира разследването и наказанието за големи нарушения; създаване на система за изземване и обезвреждане на дефектни продукти и надзор върху изпълнението им;
Създаване на система за реагиране при извънредни ситуации в областта на храните и лекарствата, организиране и ръководство на аварийно реагиране и при разследване на инциденти с безопасността на храните и лекарствата и надзор върху изпълнението на разследването и наказанията;
Формулира планове за развитие на науката и технологиите за безопасност на храните и лекарствата и организира тяхното изпълнение; ускорява изграждането на система за тестване на храни и лекарства, електронна система за проследяване на надзор и информационната система;
Да предприеме обществена комуникация, образование и обучение, международен обмен и сътрудничество в областта на безопасността на храните и лекарствата; да насърчава създаването на система на доверие;
Да ръководи работата на администрациите по храните и лекарствата на местните власти, регулира административните дейности и подобрява взаимносвързания механизъм между административното прилагане и наказателното правосъдие; 
Поема рутинната работа на Комисията по безопасност на храните към Държавния съвет; поема отговорността за цялостна координация при администрацията по безопасност на храните, улеснява и подобрява механизма за сътрудничество и координация; наблюдава работата на провинциалните народни правителства по администрацията за безопасност на храните и оценява тяхното представяне;
Да поема и друга работа, възложена от Държавния съвет и Комисията по безопасност на храните към Държавния съвет.

### Регистрация за медицински изделия
NMPA отговаря за регистрацията на медицински изделия за китайския пазар. Всички медицински изделия трябва да бъдат класифицирани от CFDA според риска в три класа. В зависимост от класификацията на риска се изискват различни приложения:
- За медицински изделия от клас I: понякога са необходими изпитвания на продуктите
- За медицински изделия от клас II: винаги се изискват изпитвания на продуктите и понякога се налагат клинични изпитвания
- За медицински изделия от клас III: винаги са необходими изпитвания на продуктите

## Организационна структура
Вътрешна структура на CFDA (предшественика на NMPA) 
1. Главен офис
2. Отдел по правни въпроси
3. Отдел за надзор при безопасността на храните (I – III)
4. Отдел за регистрация на лекарства и козметиката (отдел за ТКМ и надзор на етнолекарства)
5. Отдел за регистрация на медицинските изделия
6. Отделение за надзор на козметиката за лекарствата
7. Отдел за надзор на медицинските изделия
8. Бюро за разследване и изпълнение
9. Отдел за управление на извънредни ситуации
10. Катедра по наука, технологии и стандарти
11. Отдел за медии и публичност
12. Отдел „Човешки ресурси“
13. Отдел планиране и финанси
14. Отдел за международно сътрудничество (Служба по въпросите на Хонконг, Макао и Тайван)

## Управление
- Г-н Bi Jingquan (директор)
- Г-н Ин Ли (заместник-директор)
- Г-жа Уанг Минджу (заместник-директор)
- Г-н Тенг Жиацай (заместник-директор)
- Г-н Ву Жен (заместник-директор)
- Г-жа Джиао Хонг (заместник-директор)
- Г-н Ли Вуши (ръководител на групата за проверка на дисциплината)
- Г-н Сън Сиандзъ (помощник-директор по безопасността на лекарствата)
- Г-н Гуо Уенчи (помощник-директор по безопасността на храните)

## Стандарти и разпоредби
Регулаторната система за медицински изделия се основава на разпоредби, издадени от Държавния съвет, заповедите на NMPA и документите на NMPA, които предоставят подробни правила за регистрация и лицензиране на медицински изделия.  Тестването на типа медицински изделия трябва да се основава на китайския национален стандарт (на китайски: Guobiao, GB) или поне на индустриален стандарт (YY). Системата претърпява чести промени и корекции. През октомври 2013 г. бяха пуснати повече от 104 нови YY стандарти.

## Производителност
Само 100 нови лекарства бяха одобрени между 2001 и 2016 г., около една трета от броя в повечето западни страни. Времето при одобрението е съкратено от шест на седем години до две или три години и сега се приемат данни от задгранични клинични изпитвания. 

## Допълнителна информация
- Дали Ян, „Обучението в регулаторната област и неговите предизвикателства в Китай: Обещание и трагедия в Държавната администрация по храните и лекарствата“, в John Gillespie и Randall Peerenboom, eds., Pushing Globalization, Routledge, 2009.